# Anatoma parageia
Anatoma parageia is een slakkensoort uit de familie van de Anatomidae. De wetenschappelijke naam van de soort is voor het eerst geldig gepubliceerd in 2009 door Geiger & Sasaki.